# Гоп-Фенепей, Жорж
Жорж Гоп-Фенепей (фр. Georges Gope-Fenepej; 23 октября 1988, Лифу, Новая Каледония) — новокаледонский футболист, нападающий французского клуба «Сен-Приве-Сен-Илер» и сборную Новой Каледонии. Лучший бомбардир отборочного турнира чемпионата мира по футболу 2014 в Океании

## Карьера

### Клубная
Начал карьеру в клубе «Киркитр», потом перешёл в состав команды «Мажента», в который провёл два года и забил 12 мячей.
29 июня 2012 года подписал контракт с французской командой «Труа», который вышел в Лигу 1. В феврале 2013 года Гоп-Фенепей дебютировал в чемпионате Франции, выйдя на замену и сыграв 3 минуты.

### Международная
Дебютировал в составе сборной Новой Каледонии 24 января 2011 года в матче против сборной Вануату. В том же году принял участие в Тихоокеанских играх. Этот турнир сборная Новой Каледонии выиграла, а сам Гоп-Фенепей забил 7 голов, в том числе и решающий мяч в финале в ворота Соломоновых островов.
На Кубке наций ОФК 2012 года Гоп-Фенепей трижды поражал ворота соперников, но его сборная в финале проиграла с счётом 1-0 сборной Таити.
В отборе к чемпионату мира 2014 года Гоп-Фенепей забил 8 голов, став лучшим бомбардиром этого турнира, что впрочем не позволило новокаледонцам опередить сборную Новой Зеландии и выйти в межконтинентальные стыковые матчи.